# Lepilemur mustelinus
Il lepilemure mustelino o lemure donnola (Lepilemur mustelinus I. Geoffroy, 1851) è un lemure endemico del Madagascar. È la specie tipo del genere Lepilemur.

## Distribuzione e habitat
La specie è diffusa nella zona orientale dell'isola, nell'area compresa fra i fiumi Onibe e Mangoro, del quale colonizza anche la sponda occidentale.  È un abitatore della foresta pluviale.

## Descrizione
Misura fino a 65 cm di lunghezza, dei quali circa metà spetta alla coda, per un peso di circa 1 kg.

Il pelo è grigio scuro nella parte superiore del corpo, con una sfumatura giallo ocra sul dorso, mentre nella parte ventrale è grigio-argento. Le parti nude del corpo tendono al violaceo. gli occhi sono.
Gli occhi, di colore marrone-rossiccio, sono grandi e spostati frontalmente, permettendo una buona visione binoculare: le orecchie nude ed attaccate lateralmente rispetto al cranio. Le dita di mani e piedi presentano polpastrelli rigonfi ed allargati per una migliore presa sui rami.

## Biologia
Si tratta di animali arboricoli dalle abitudini notturne, anche se a volte li si può osservare anche alla luce del sole. Durante la stagione secca, di giorno riposano in tronchi cavi ad almeno 6m dal terreno, mentre durante la stagione delle piogge tendono ad andare in estivazione in grossi nidi pendenti di liane e foglie morte che essi stessi si costruiscono.

Sono animali molto territoriali nei confronti di altri esemplari dello stesso sesso: i maschi occupano territori più vasti(fino a 5000 m2), che spesso si sovrappongono ai bordi con quelli di più femmine (2000 m2), arrivando a volte anche ad inglobarli. Il maschio difende il territorio pattugliandolo costantemente ed emettendo vocalizzi che segnalino la sua presenza ad eventuali intrusi: né il maschio né la femmina marcano il territorio tramite ghiandole odorose.
Le femmine sono meno solitarie e possono anche formare gruppi coi propri cuccioli avuti da precedenti parti, ma ciò non toglie che reagiscano violentemente in caso di intrusioni nel proprio territorio.

### Alimentazione
Si tratta di animali esclusivamente erbivori: in particolare, si nutrono di foglie, pur non disdegnando di integrare sporadicamente la dieta con frutti e fiori.
Per sopperire allo scarso valore nutrizionale delle foglie, la specie è ciecotrofa, ossia ridigerisce le proprie feci per meglio degradare la cellulosa.

### Riproduzione
Durante il periodo degli amori (maggio-giugno) i maschi gironzolano ai bordi dei propri territori alla ricerca di femmine in estro. Dopo una gestazione di 4 mesi circa, viene dato alla luce un unico cucciolo, che si aggrappa saldamente al ventre materno, spostandosi solo quando la femmina deve nutrirsi: in questi casi il cucciolo viene lasciato su un ramo nelle vicinanze, in attesa che la madre si sia sfamata.